# Волков, Яков Васильевич
Яков Васильевич Волков (1898 — 1963) — член Военного совета Тихоокеанского флота, корпусной комиссар (1938).

## Биография
Родился в русской семье рабочего-кузнеца. Член РКП(б) с апреля 1918. Окончив двухклассное заводское училище в 1911 стал работать рассыльным в обувном и книжном магазинах, при конторе электрического цеха Днепровского металлургического завода. Затем в том же цехе трудился помощником электромонтёра и электромонтёром. С мая 1917 состоял в заводской дружине Красной гвардии.
В Красной армии с 1918, участник Гражданской войны на Украине, в годы которой занимал должности красногвардейца 1-го рабочего полка, красноармейца-политбойца коммунистического батальона Южного фронта с марта 1918 по июнь 1919, инструктора политического отдела Крымской советской дивизии с июня по сентябрь 1919, слушателя Военно-педагогической школы с сентября 1919 по январь 1920, военкома школы красных командиров 12-й армии с января по май 1920, военкома резервного полка той же армии с мая по август 1920. С января 1921 военком Глуховских командных пехотных курсов имени Н. А. Щорса, с августа того же года военком Сумских командных пехотных курсов. С апреля 1922 военком Военно-инженерных курсов командного состава, с сентября того же года военком Военно-инженерной школы. С января 1923 по сентябрь 1924 военком Елисаветградской кавалерийской школы. В 1924—1925 слушатель Курсов усовершенствования высшего политсостава при Военно-политической академии имени Н. Г. Толмачёва. С августа 1925 в Морских силах РККА — помощник начальника Военно-морского училища имени М. В. Фрунзе по политической части. Вместе с курсантами училища на учебных кораблях посетил Данию, Швецию, Норвегию, Германию. С сентября 1929 слушатель курсов марксизма-ленинизма при Коммунистической академии.
С июня 1931 помощник начальника Военно-морской академии РККА по политической части. С мая 1937 начальник политического управления Балтийского флота. С августа 1937 член Военного совета Тихоокеанского флота. Жил во Владивостоке. 
Арестован 1 июля 1938 года. По запросу из НКВД СССР командующий ТОФ Н. Г. Кузнецов сообщил что не имеет сведений о чём-либо предосудительном и ничего плохого сообщить не может, народный комиссар обороны К. Е. Ворошилов предпочёл проигнорировать запрос. На следствии Волков подвергался избиениям и пыткам со стороны следователя З. М. Ушакова. Военной коллегией Верховного суда СССР 21 мая 1941 по обвинению в участии в военном заговоре приговорён к десяти годам заключения в исправительно-трудовом лагере с последующим поражением в правах на 5 лет. Срок отбывал в Воркутлаге. За время Великой Отечественной войны потерял семью, жену Леонтину Кришиновну и сына Вилена Яковлевича, они погибли в блокадном Ленинграде. По истечении срока заключения в июле 1948 этапирован в Красноярск для направления в ссылку на поселение и с августа того же года отбывал ссылку в Енисейске Красноярского края. Работал электромонтёром отдела главного механика Енисейской судоверфи, жил по адресу переулок Судоверфи, дом 7, квартира 15.
Из ссылки освобождён 19 ноября 1954 года. Определением Военной коллегии Верховного суда СССР от 16 октября 1954 года реабилитирован. Н. Г. Кузнецов оказал ему помощь в получении жилья и оформлении воинской пенсии. Скончался 15 декабря 1963 года в Москве, будучи персональным пенсионером.

### Воинские звания
- дивизионный комиссар (2.01.1936);[4]
- корпусной комиссар (17.02.1938).[5]

### Награды
- орден Красного Знамени (1938)
- орден Ленина
- юбилейная медаль «XX лет РККА» (22.02.1938)